# Trajano Leocádio de Medeiros Murta
Trajano Leocádio de Medeiros Murta (? — ?) foi um político brasileiro.
Foi presidente da província do Rio Grande do Norte, de 14 de maio a 26 de maio de 1863.